# 톱코더
톱코더(Topcoder, 이전 명칭: TopCoder)는 디자이너, 개발자, 데이터 과학자 및 경쟁력 있는 프로그래머로 구성된 개방형 글로벌 커뮤니티를 보유한 크라우드 소싱 회사이다. 톱코더는 커뮤니티 구성원에게 프로젝트 작업에 대한 비용을 지불하고 커뮤니티 서비스를 기업, 중간 규모 및 소기업 고객에게 판매한다. 톱코더는 또한 연례 톱코더 오픈(Topcoder Open) 토너먼트와 일련의 소규모 지역 행사를 조직한다.

## 톱코더 공동체 추산 규모
| 날짜 | 등록 회원 수       |
| ---- | ------------------ |
| 2002 | 10 000 – 20 000    |
| 2003 | ~30 000            |
| 2004 | ~40 000            |
| 2005 | ~60 000            |
| 2006 | ~90 000            |
| 2007 | ~120 000           |
| 2008 | ~160 000 – 170 000 |
| 2009 | ~220 000           |
| 2013 | ~500 000 – 600 000 |
| 2014 | ~700 000           |
| 2015 | ~850 000           |
| 2016 | ~1 000 000         |
| 2018 | ~1 200 000         |

## 같이 보기
- ACM 국제 대학생 프로그래밍 대회
- 해커랭크
- 코메니우스 대학교
- 캐글